# RE-MAINTENANCE
「RE-MAINTENANCE」（リ-メンテナンス）は、CNBLUEの3枚目シングル。2011年1月9日にAI Entertainment Inc.より発売された。

## 概要
タイトル曲「Try again, Smile again」は、英語詞でチョン・ヨンファが作詞・作曲を手掛けている。カップリング曲の「Don't say good bye」は、英語詞でヨンファが英語で作詞・作曲を手掛けて、「kimio」は日本語詞でCULが手掛けて、イ・ジョンヒョンが作曲を手掛ける。
ディスクジャケットには、4人の報紙風格の画像が描かれている。

## 収録曲
1. Try again, Smile again [3:56]
（作詞：チョン・ヨンファ　作曲：チョン・ヨンファ、Ryo、ハン・ソンホ　編曲：Youwhich）
2. Don't say good bye [4:26]
（作詞：チョン・ヨンファ　作曲：チョン・ヨンファ、Ryo　編曲：Youwhich）
3. kimio [3:37]
（作詞：CUL　作曲：イ・ジョンヒョン　編曲：Youwhich）
4. Try again, Smile again（instrumental） [3:54]